# Занорин, Александр Германович
Алекса́ндр Ге́рманович Зано́рин (род. 24 октября 1974) — российский дирижёр, ректор Саратовской консерватории (с 2016).

## Биография
В 1995—2003 годы работал в Саратовском губернском театре хоровой музыки (артист, с 1997 — хормейстер).
Одновременно в 2000 году окончил Саратовскую консерваторию им. Л. В. Собинова (класс профессора Л. А. Лицовой), в 2002 году исполнительскую аспирантуру там же.
В 2003 года — регент Архиерейского мужского хора Духосошественского кафедрального собора (создан по благословению епископа Саратовского и Вольского Лонгина).
Одновременно с 2002 года преподаёт дирижирование в Саратовской консерватории, читает курс лекций по хороведению; доцент кафедры дирижирования академическим хором исполнительского факультета. В 2009—2016 годы — также начальник концертного управления Саратовской консерватории. Преподаёт также в Саратовской православной духовной семинарии.
С 10 марта 2016 года исполнял обязанности ректора Саратовской консерватории; 29 декабря на общем собрании (конференции) консерватории избран ректором.
6 марта 2022 года после вторжения России на Украину подписал письмо в поддержу действий президента Владимира Путина.

## Творчество
Вывел Архиерейский мужской хор на уровень одного из ведущих церковных хоров Саратова, удостоенного звания лауреата конкурса «Золотые огни Саратова». Хор успешно выступал на сцене Большого зала Московской консерватории.
В качестве дирижёра концертирует с Академическим симфоническим оркестром Саратовской областной филармонии им. А. Г. Шнитке и духовым оркестром «Волга-бэнд».

## Награды
- Патриарший знак «За труды по духовно-нравственному просвещению» (2019)[6]